# 帕爾邁拉鎮區 (堪薩斯州道格拉斯縣)
帕爾邁拉鎮區（英語：Palmyra Township）為美國堪薩斯州道格拉斯縣轄下的鎮區。2010年美国人口普查中此鎮區人口有7,073人。

## 地理
帕爾邁拉鎮區涵蓋總面積為213.9平方（82.57平方英里），其中陸地面積為211.0平方（81.45平方英里），水域面積為2.9平方（1.12平方英里）或1.36%。海拔高度320（1,050英尺）。

## 人口統計
根據2010年美國人口普查，帕爾邁拉鎮區人口有7,073人，其中男性有3,459人，女性有3,614人，人口密度為每平方公里33.09人，住房計2,705戶。鎮區內的白人有6,668人，非裔美國人有101人，美洲原住民有47人，亞裔美國人有34人，太平洋島裔美國人有3人，其他種族有38人，混血種族則有182人。此外鎮區內有163人為西班牙裔或拉丁裔美國人。此鎮區之年齡中位數為36.7歲，而男性年齡中位數為35.8歲，女性年齡中位數為37.5歲。

## 交通

### 主要公路
- 56號美國國道
- 33號堪薩斯州州道